# Список эпизодов телесериала «Водолей»
Ниже приведен список эпизодов американской криминальной драмы «Водолей», выходившей на телеканале «NBC» с 28 мая 2015 года по 10 сентября 2016 года. Главную роль в сериале играл Дэвид Духовны.

## Обзор сезонов
| Сезон | Сезон | Эпизоды | Оригинальная дата показа | Оригинальная дата показа |
| Сезон | Сезон | Эпизоды | Премьера сезона          | Финал сезона             |
| ----- | ----- | ------- | ------------------------ | ------------------------ |
|       | 1     | 13      | 28 мая 2015              | 22 августа 2015          |
|       | 2     | 13      | 16 июня 2016             | 10 сентября 2016         |

## Список эпизодов

### Первый сезон (2015)
| № общий | № в сезоне | Название                                                                                          | Режиссёр          | Автор сценария                                               | Дата премьеры   | Зрители в США (млн) |
| --- | ---------- | ------------------------------------------------------------------------------------------------- | ----------------- | ------------------------------------------------------------ | --------------- | ------------------- |
| 1 | 1          | «Everybody's Been Burned» «Все сгорели»                                                           | Джонас Пейт       | Джон Макнамара                                               | 28 мая 2015     | 5,67                |
| Детектив полиции Лос-Анджелеса Сэм Ходиак и офицер, работающий под прикрытием, Брайан Шейф начинают расследовать дело о пропавшей девушке-подростке Эмме Карн, которая попадает под губительное влияние Чарльза Мэнсона — печально известного лидера секты. |            |                                                                                                   |                   |                                                              |                 |                     |
| 2 | 2          | «The Hunter Gets Captured by the Game» «Охотник захвачен игрой»                                   | Джонас Пейт       | Джон Макнамара                                               | 28 мая 2015     | 5,67                |
| Между Ходиаком и Шейфом происходит конфликт, когда они вместе расследуют дело об убийстве пожилой женщины. Тем временем, Мэнсон заставляет отца Эммы познакомить его с музыкальным продюсером. |            |                                                                                                   |                   |                                                              |                 |                     |
| 3 | 3          | «Never Say Never to Always» «Всегда не говори никогда»                                            | Нельсон Маккормик | Александра Каннингам                                         | 4 июня 2015     | 3,90                |
| Наркодилер Арт Гледнер найден убитым, и главным подозреваемым в этом преступлении становится стукач Шейфа по имени Майк Викери. Ходиак соглашается помочь Шейфу оправдать Викери, а взамен просит его вместе с новобранцем Шармейн Талли отправиться на поиски места жительства «Семьи» Мэнсона, чтобы выяснить, находится ли вместе с ними Эмма. Миссия Шейфа и Талли проходит успешно, однако её последствия оказываются крайне разрушительными для Шармейн. |            |                                                                                                   |                   |                                                              |                 |                     |
| 4 | 4          | «Home is Where You're Happy» «Дом — там, где ты счастлив»                                         | Майкл Зинберг     | Сeра Гэмбл                                                   | 11 июня 2015    | 3,74                |
| Ходиак продолжает расследовать убийство Арта Гледнера, и следующей подозреваемой в его списке становится жена покойного Люсиль, которая владеет бурлеск-клубом. Мэнсон старается получше спрятать Эмму, однако Ходиак делает всё возможное, ради находящейся в крайней степени отчаяния Грейс, чтобы найти и вернуть домой её пропавшую дочь. |            |                                                                                                   |                   |                                                              |                 |                     |
| 5 | 5          | «A Change is Gonna Come» «Близятся перемены»                                                      | Майкл Зинберг     | Рафаэль Иглесиас                                             | 18 июня 2015    | 3,33                |
| Эмма вновь убегает из дома, и Ходиак отправляется к Мэнсону и избивает его до полусмерти. |            |                                                                                                   |                   |                                                              |                 |                     |
| 6 | 6          | «A whiter Shade of Pale» «Белее белого»                                                           | Майкл Оффер       | Дэвид Рид                                                    | 25 июня 2015    | 3,15                |
| Мэнсон восстанавливается после избиения, Шармейн самостоятельно берётся за расследование дела, а Ходиак находит человека, который терроризирует семью Шейфа. Тем временем, Шейф помогает Ходиаку передать сообщение для его сына Уолта. |            |                                                                                                   |                   |                                                              |                 |                     |
| 7 | 7          | «Cease to Resist» «Сопротивление бесполезно»                                                      | Майкл Ваксман     | Сера Гэмбл                                                   | 2 июля 2015     | 2,44                |
| Ходиак расследует убийство голливудской звезды, но терпит неудачу, когда влиятельная киностудия даёт понять, что дело должно остаться нераскрытым. Эмма и Сейди встречаются с человеком, который в прошлом был очень важен Мэнсону. |            |                                                                                                   |                   |                                                              |                 |                     |
| 8 | 8          | «Sick City» «Больной город»                                                                       | Джон Эмиел        | Александра Каннингам и Майк Шиэн                             | 9 июля 2015     | 2,47                |
| Кен Карн отправляется очень далеко от дома, чтобы навсегда похоронить свои секреты. Мэнсон оказывается не в состоянии произвести впечатление на знаменитого музыкального продюсера и срывает весь свой гнев на «Семье». Шейф терпит оглушительный провал, а Ходиак теряет старого друга. |            |                                                                                                   |                   |                                                              |                 |                     |
| 9 | 9          | «Why?» «Почему?»                                                                                  | Джонас Пейт       | Джон Макнамара и Майк Шиэн                                   | 18 июля 2015    | 1,18                |
| Шармейн впервые выполняет работу патрульного, однако её первая поездка подходит к концу, когда её напарников расстреливает неизвестный преступник. После того, как выясняется, что убийца напарников Шармейн продолжает убивать полицейских, её преданность отделу подвергается серьёзному испытанию. Тем временем, Ходиак и Шейф просят «Чёрных пантер» помочь им найти стрелка.                                                                              |            |                                                                                                   |                   |                                                              |                 |                     |
| 10 | 10         | «It's Alright Ma (I'm Only Bleeding)» «Все нормально, ма (Я просто истекаю кровью)»               | Джон Дал          | Рафаэль Иглесиас                                             | 25 июля 2015    | 1,16                |
| Чарли проверяет преданность Эммы ему и «Семье», а Шейф близок к прорыву в деле Гуапо. Мэнсон тайно добавляет наркотик в напиток Ходиака, и тот переживает свой первый кислотный трип. Коллега Ходиака просит его помощи в сохранении очень важного личного секрета. |            |                                                                                                   |                   |                                                              |                 |                     |
| 11 | 11         | «Your Mother Should Know» «Твоя мама должна знать»                                                | Роксанн Доусон    | Дэвид Рид                                                    | 1 августа 2015  | 1,18                |
| Банчи просит Ходиака расследовать убийство его младшего брата, однако они продолжают не доверять друг другу. Семья Ходиака собирается вместе, чтобы помочь Уолту. Гуапо разрешает Шейфу работать вместе с ним, к Чарли приезжает его мать, а Сейди подставляет Эмму. |            |                                                                                                   |                   |                                                              |                 |                     |
| 12 | 12         | «(Please Let Me Love You and) It Won't Be Wrong» «(Позволь мне любить тебя), так будет правильно» | Лукас Эттлин      | Сера Гэмбл и Александра Каннингам                            | 8 августа 2015  | 1,25                |
| Отсутствие Эммы пагубно сказывается на судьбе документального фильма о «Семье» Мэнсона. Ради спасения своего сына Ходиак идёт на сделку с Кеном Карном. |            |                                                                                                   |                   |                                                              |                 |                     |
| 13 | 13         | «Old Ego is a Too Much Thing» «Застарелое эго слишком велико»                                     | Джонас Пейт       | Идея: Джон Макнамара. Сценарий: Дэвид Рид и Рафаэль Иглесиас | 15 августа 2015 | 1,13                |
| Эмма возвращается в «Семью» в тот момент, когда Мэри уже готова родить. Сделка, заключённая Ходиаком ради Уолта, срывается, а раскрытие Ходиаком и Шейфом дела об убийствах геев влечёт неожиданные последствия. Кену Карну необходимо решить старую проблему. |            |                                                                                                   |                   |                                                              |                 |                     |

### Второй сезон (2016)
| № общий | № в сезоне | Название | Режиссёр          | Автор сценария            | Дата премьеры    | Зрители в США (млн) |
| --- | ---------- | --- | ----------------- | ------------------------- | ---------------- | ------------------- |
| 14 | 1          | «Helter Skelter» «Хелтер Скелтер»                                                                                  | Джонас Пейт       | Джон Макнамара            | 16 июня 2016     | 2,99                |
| Ходиак получает крайне тревожные письма от неизвестного поклонника. Шармейн играет с огнём, чтобы начать работать под прикрытием, а Брайан раскрывает истинные намерения Роя. Кен совершает покушения на Хэла. Чарли пребывает в ужасе из-за того, что его давний тюремный знакомый вернулся к нему, чтобы потребовать старые долги.                                                                                  |            | |                   |                           |                  |                     |
| 15 | 2          | «Happiness is a Warm Gun» «Счастье — это теплый ствол»                                                             | Джонас Пейт       | Джон Макнамара            | 16 июня 2016     | 2,99                |
| Чарли готовит особое блюдо для Ральфа и его банды. Хэл приходит в себя и понимает, что его жизнь превратилась в ночной кошмар. Ходиак добывает информацию, которая может помочь в освобождении его сына. |            | |                   |                           |                  |                     |
| 16 | 3          | «Why Don't We Do It in the Road» «Почему бы нам не сделать это прямо на улице?»                                    | Тимоти Басфилд    | Александра Каннингам      | 16 июня 2016     | 2,99                |
| Чарли знакомится с одним из участников группы «The Beach Boys», а к «Семье» Мэнсона присоединяется Текс. Ходиак и Грейс вновь не в состоянии найти общий язык. Брайан получает повышение за то, что ему удалось заставить опасного преступника дать чистосердечное признание в убийстве. |            | |                   |                           |                  |                     |
| 17 | 4          | «Revolution 1» «Революция 1»                                                                                       | Тимоти Басфилд    | Рафаэль Иглесиас          | 23 июня 2016     | 1,73                |
| В день убийства Мартина Лютера Кинга Ходиаку необходимо срочно раскрыть дело об убийстве темнокожей девушки, чтобы предотвратить бунт афроамериканцев. Тем временем, принадлежность Кристин к организации «Чёрные пантеры» создает проблемы в её семейной жизни, а дело Шармейн о наркоторговле подходит к концу. |            | |                   |                           |                  |                     |
| 18 | 5          | «Everybody's Got Something to Hide Except Me and My Monkey» «Все что-нибудь скрывают, кроме меня и моей обезьянки» | Джеймс Л. Конуэй  | Дэвид Рид                 | 30 июня 2016     | 1,88                |
| Отдел внутренних расследований всерьез берётся за Ходиака, но произошедшая трагедия прерывает расследование. Тем временем, отношения Дэнниса Уилсона и Эммы заставляют Мэнсона ревновать. Дэннис приглашает Эмму и Мэнсона в гости к знаменитому музыкальному продюсеру, который арендует тот самый дом, в котором позднее будет жить Шэрон Тейт.                                                                     |            | |                   |                           |                  |                     |
| 19 | 6          | «Revolution 9» «Революция 9»                                                                                       | Джонас Пейт       | Рафаэль Иглесиас          | 7 июля 2016      | 1,74                |
| Наркотическая зависимость Шейфа усугубляется с каждым днем, а Ходиак помогает своему сослуживцу найти человека, который его шантажирует. Тем временем, Кен Карн находится в поиске информации, которая может повредить Бобби Кеннеди, а Грейс неожиданно решает заниматься политикой. |            | |                   |                           |                  |                     |
| 20 | 7          | «Piggies» «Свинки»                                                                                                 | Джон Эмиел        | Сeра Гэмбл и Майк Мур     | 14 июля 2016     | 1,79                |
| «Семья» Мэнсона сталкивается с большой угрозой. Ходиак получает новую зацепку в деле убийцы, который присылает фотографии, однако Катлер не считает это дело важным, и Ходиаку приходится предпринять некоторые неожиданные меры. Тем временем,в планы Грейс вновь вновь входят попытки найти Эмму, а перестрелка между полицией Лос-Анджелеса и «Чёрными пантерами» сильно отражается на отношениях Шейфа и Кристин. |            | |                   |                           |                  |                     |
| 21 | 8          | «While My Guitar Gently Weeps» «Пока нежно плачет гитара»                                                          | Нельсон Маккормик | Александра Каннингам      | 27 августа 2016  | 2,10                |
| Во флэшфорварде Шейф, находящийся на месте преступления в доме Шэрон Тейт, сталкивается со своими внутренними демонами. Мэнсон начинает поиски Эммы и в итоге приходит к Ходиаку. Тем временем, Кен Карн осваивает новые уровни международной дипломатии. |            | |                   |                           |                  |                     |
| 22 | 9          | «Sexy Sadie» «Горячая Сейди»                                                                                       | Дэвид Бойд        | Джон Макнамара            | 27 августа 2018  | 2,10                |
| Мэнсон пытается отыскать Дэнниса Уилсона. Тем временем, Ходиак находит Эмму в психиатрической лечебнице, однако вытащить её оттуда оказывается не так просто. Кен Карн, оставшийся без работы, идёт на встречу со старинным другом. |            | |                   |                           |                  |                     |
| 23 | 10         | «Blackbird» «Черный дрозд»                                                                                         | Майкл Зинберг     | Рафаэль Иглесиас          | 3 сентября 2016  | 1,18                |
| Кен и Эмма мирятся, и Эмма хочет вновь отыскать Чарли. Ходиак намерен найти виновных в убийстве Банчи. В реабилитационном центре Шейф встречает старого друга. |            | |                   |                           |                  |                     |
| 24 | 11         | «Can You Take Me Back?» «Можешь вернуть меня обратно?»                                                             | Тимоти А. Гуд     | Дэвид Рид                 | 3 сентября 2016  | 1,18                |
| Отдел внутренних расследований отстраняет Ходиака от работы. Терри Мелчер находит «Семью» и предлагает Мэнсону сделать запись его музыки. |            | |                   |                           |                  |                     |
| 25 | 12         | «Mother Nature's Son» «Сын Матери-природы»                                                                         | Дэвид Духовны     | Сера Гэмбл                | 10 сентября 2016 | 1,22                |
| Ходиак решает самостоятельно взяться за дело убийцы, который присылает ему фото своих жертв. Мэнсон отправляет Бобби, Мэри и Сейди в дом к Гарри Хинману, чтобы они любой ценой добыли у него деньги. |            | |                   |                           |                  |                     |
| 26 | 13         | «I Will» «Я буду»                                                                                                  | Джонас Пейт       | Джон Макнамара и Майк Мур | 10 сентября 2016 | 1,22                |
| Ушедший в отставку Ходиак, раскрывает личность маньяка, посылавшего ему фотографии, однако Сэм не торопится рассказать об этом полиции. Мэнсон отправляет Эмму, Пэтти, Сейди и Текса в бывший дом Терри Мелчера, где они совершают одно из самых кровавых и известных преступлений в истории Америки. |            | |                   |                           |                  |                     |